# Preston (Connecticut)
Pour les articles homonymes, voir Preston.
Preston est une ville américaine située dans le comté de New London au Connecticut.
Preston devient une municipalité en 1687. La ville est nommée par Josiah Standish en référence à la ville natale de son père, Preston (Lancashire).

## Démographie
| 1820  | 1850  | 1860  | 1870  | 1880  | 1890  |
| ----- | ----- | ----- | ----- | ----- | ----- |
| 1 899 | 1 842 | 2 092 | 2 161 | 2 523 | 2 555 |

| 1900  | 1910  | 1920  | 1930  | 1940  | 1950  |
| ----- | ----- | ----- | ----- | ----- | ----- |
| 2 807 | 1 917 | 2 743 | 3 928 | 4 206 | 1 775 |

| 1960  | 1970  | 1980  | 1990  | 2000  | 2010  |
| ----- | ----- | ----- | ----- | ----- | ----- |
| 4 992 | 3 593 | 4 644 | 5 006 | 5 747 | 5 862 |

Selon le recensement de 2010, Preston compte 4 726 habitants. La municipalité s'étend sur 31,74 milles carrés (82,21 km2), dont 0,93 milles carrés (2,41 km2) d'étendues d'eau.